# 汤河乡 (卢氏县)
汤河乡，是中华人民共和国河南省三門峽市卢氏县下辖的一个乡镇级行政单位。

## 行政区划
汤河乡下辖以下地区：
汤河村、梧鸣沟村、河口村、高沟口村、高沟村、义节沟村、大坪村、杨庄村、胡卢嘴村、低里坪村、高里坪村、小沟河村、蔡家沟村和新坪村。